# Hérode et Mariamne
Pour l'œuvre de Tristan, voir La Mariane.
Hérode et Mariamne est une tragédie en cinq actes et en vers de Voltaire écrite en 1724. La pièce compte 1 386 alexandrins.
Elle reprend en grande partie l'intrigue de La Mariane de Tristan L'Hermite, créée en 1636 au théâtre du Marais, avec des emprunts aux tragédies de Racine.

## Personnages
- Hérode, roi de Judée
- Mariamne, femme d'Hérode
- Salomé, sœur d'Hérode
- Sohêmes, prince de la race des Asmonéens
- Mazaël, ministre d'Hérode
- Idamas, ministre d'Hérode
- Narbas, ancien officier des rois asmonéens
- Ammon, confident de Sohême
- Élise, confidente de Mariamne
- Un garde d'Hérode
- Figurants : Suite d'Hérode, suite de Sohême, une suivante de Mariamne.

L'action se déroule dans Jérusalem, dans le palais d'Hérode.

## Représentations
Créée le 6 mars 1724, Hérode et Mariamne « tomba tout à plat ». Une anecdote caractéristique des « gaietés du parterre » est associée à cette création : « On dit que la pièce succomba sous le cri : "La reine boit !" lancé par un plaisant tandis que Mariamne vidait la coupe dans laquelle Salomé sans doute avait versé le poison, ». Le public se serait même amusé à porter, le lendemain, « le deuil de la pièce nouvelle ».
Voltaire remanie sa pièce, qui reparaît sur scène le 10 avril 1725, « accueillie avec une bienveillance qu'elle ne méritait guère ».

## Postérité

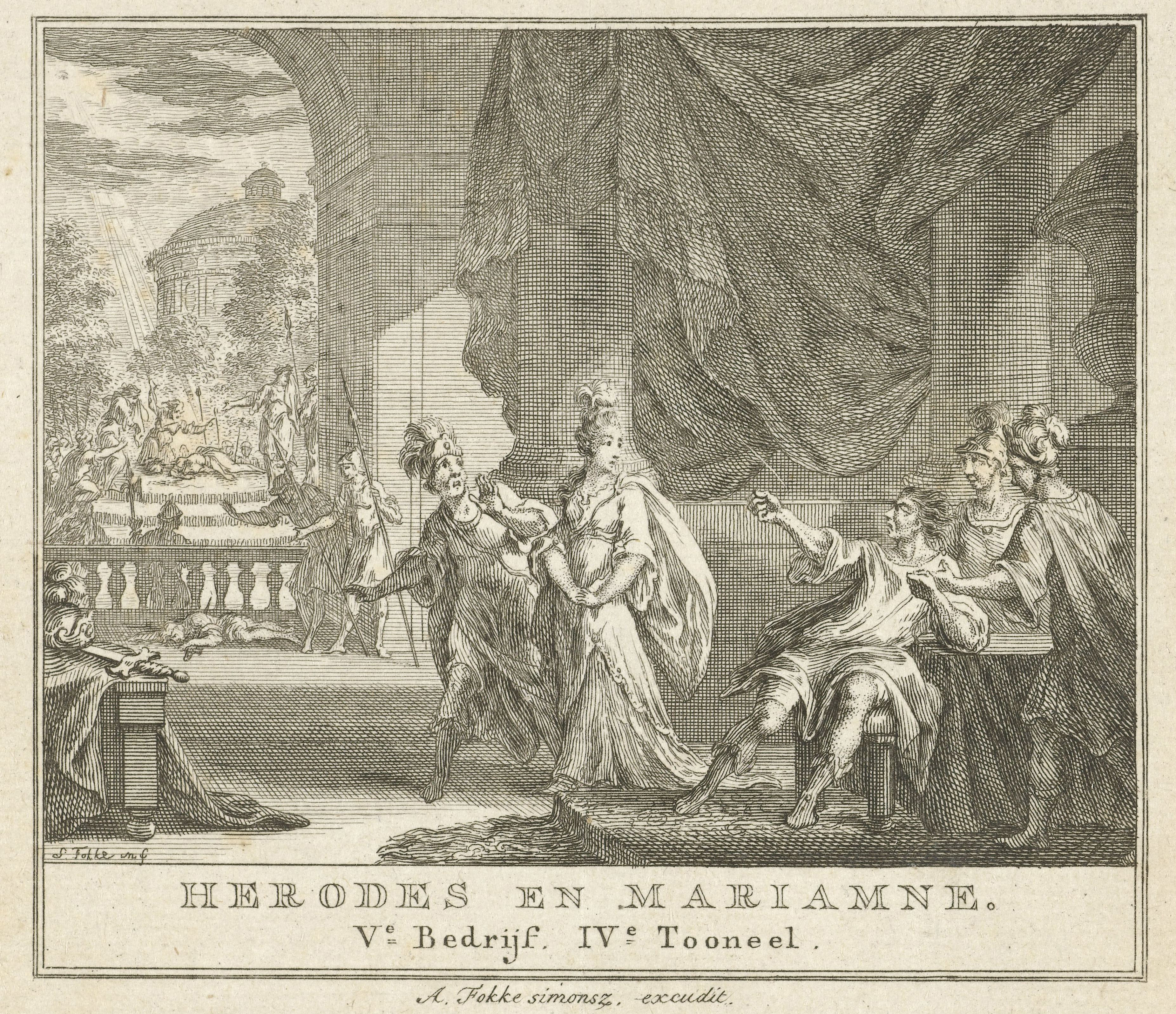
Hérode et Mariamne, gravure de Simon Fokke (1774).

Hérode et Mariamne reprend en grande partie l'intrigue de La Mariane de Tristan L'Hermite, créée en 1636 au théâtre du Marais, avec des emprunts aux tragédies de Racine « sur le plan desquelles elle est calquée avec plus de fidélité que de bonheur ».
Marcel Arland trouve la pièce de Voltaire « fort inférieure » à celle de Tristan.